# Ljubomir Balaban
Ljubomir (Ljubiša) Balaban (Jagodnjak, 27. kolovoza 1949. – Vinkovci, 29. veljače 2004.), baranjski privrednik i društveno-politički radnik
Osnovnu školu završio u Jagodnjaku, a ekonomsku u Belom Manastiru. Radio u "Transportu", Zagreb - Ispostava Beli Manastir (1970-74.), Carinarnici Osijek - Ispostava Beli Manastir-Kneževo (1974-77.), OŠ "Vuk Karadžić", Jagodnjak (1977-84.) i Poljoprivrednoj zadruzi "Naše selo", Jagodnjak (1984-2004.). 
Čitav život vrlo aktivan u društvenim organizacijama: 
- jedan od osnivača glazbene grupe "Bijele lale" (1966.);
- najmlađi predsjednik mjesne zajednice u Hrvatskoj (za vrijeme njegovog mandata asfaltirane ulice u Jagodnjaku);
- tajnik DVD-a Jagodnjak (za to vrijeme obnovljen vatrogasni dom, kupljena cisterna, a vatrogasci osvojili 1. mjesto u nadmetanju vatrogasnih društava Baranje);
- član Saveza komunista Jugoslavije (SKJ) od svoje 20. godine (dok je bio na čelu mjesne organizacije SKJ osnovao PZ "Naše selo");
- učestvovao u pripremi "Biltena MZ Jagodnjak" (1975-1987);
- pred rat 1991-1995. obnovio rad Nogometnog kluba "Bratstvo";
- godine 1993. organizirao u Beogradu na Stadionu JNA utakmicu "Partizan" - "Bratstvo";
- uz pomoć UNPROFOR-a obnovio nogometni teren u Jagodnjaku (1994);
- osnivač, član i prvi predsjednik Pododbora Jagodnjak SKD "Prosvjete" iz Zagreba (2000);
- godine 2000. pristupio Hrvatskoj narodnoj stranci (HNS) Vesne Pusić, do smrti bio predsjednik podružnice HNS-a Jagodnjak i vijećnik u Općinskom vijeću;
- bio prvi načelnik Općine Jagodnjak;
- od osnivanja do svoje smrti rukovodio Poljoprivrednom zadrugom "Naše selo"; zaslužan za njen dinamičan razvoj do rata i nakon rata i opstanak u teškim ratnim godinama; PZ "Naše selo" jedina je baranjska zadruga koja je u novije vrijeme izgradila veliku poslovnu zgradu. (jn)

Umro je u Vinkovcima ali je sahranjen na mjesnom groblju u Jagodnjaku.